# Opatovce nad Nitrou
Opatovce nad Nitrou jsou obec na Slovensku v okrese Prievidza v Trenčínském kraji ležící na řece Nitra nedaleko Bojnic. Žije zde přibližně 1 600 obyvatel.
Dokladem nejstaršího osídlení jsou žárové hroby lužické kultury z doby bronzové v části Krásne diely, Seľovo, Končušiare a Široké. První písemná zmínka o obci je v Zoborských listinách z roku 1113. V obci je římskokatolický kostel svatého Michaela archanděla.